# Parafia św. Antoniego w Słucku
Parafia św. Antoniego w Słucku – rzymskokatolicka parafia znajdująca się w archidiecezji mińsko-mohylewskiej, w dekanacie nieświeskim, na Białorusi.

## Historia
Parafia powstała w 1734 przy istniejącym od 1671 klasztorze bernardynów. W 1832 carat skasował klasztor, a kościół zamienił na cerkiew. Świątynia została zamknięta i zniszczona po rewolucji październikowej.
Od 1967 w mieszkaniach prywatnych w Słucku odbywały się nabożeństwa. W 1990 do miasta przybył na stałe kapłan. W 1993 rozpoczęto budowę nowego kościoła i klasztoru. 11 listopada 2000 kościół konsekrował arcybiskup mińsko-mohylewski kard. Kazimierz Świątek.

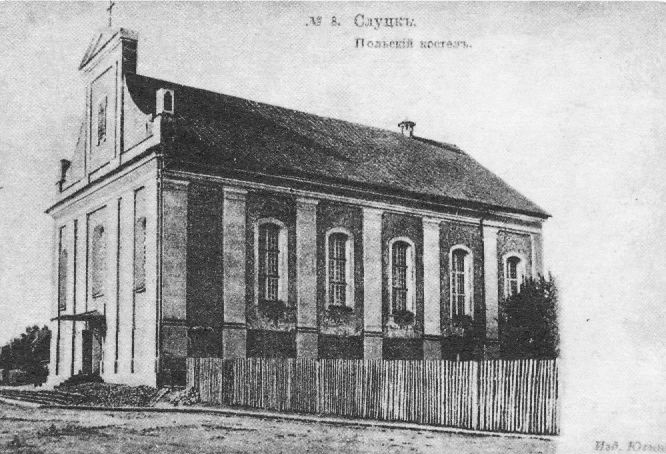
Nieistniejący kościół św. Antoniego w Słucku